# ماتياس فلورين
لارس ماتياس فلورين (من مواليد 11 أغسطس 1976) هو لاعب كرة قدم سويدي محترف سابق لعب كظهير أيسر.